# ルーク・ファレル
ルーク・トーマス・ファレル（Luke Thomas Farrell, 1991年6月7日 - ）は、アメリカ合衆国オハイオ州カヤホガ郡ウェストレイク出身のプロ野球選手（投手）。右投右打。
父のジョン・ファレルも元メジャーリーガー（投手）であり、引退後にはトロント・ブルージェイズとボストン・レッドソックスで監督を務めている。

## 経歴

### プロ入りとロイヤルズ時代

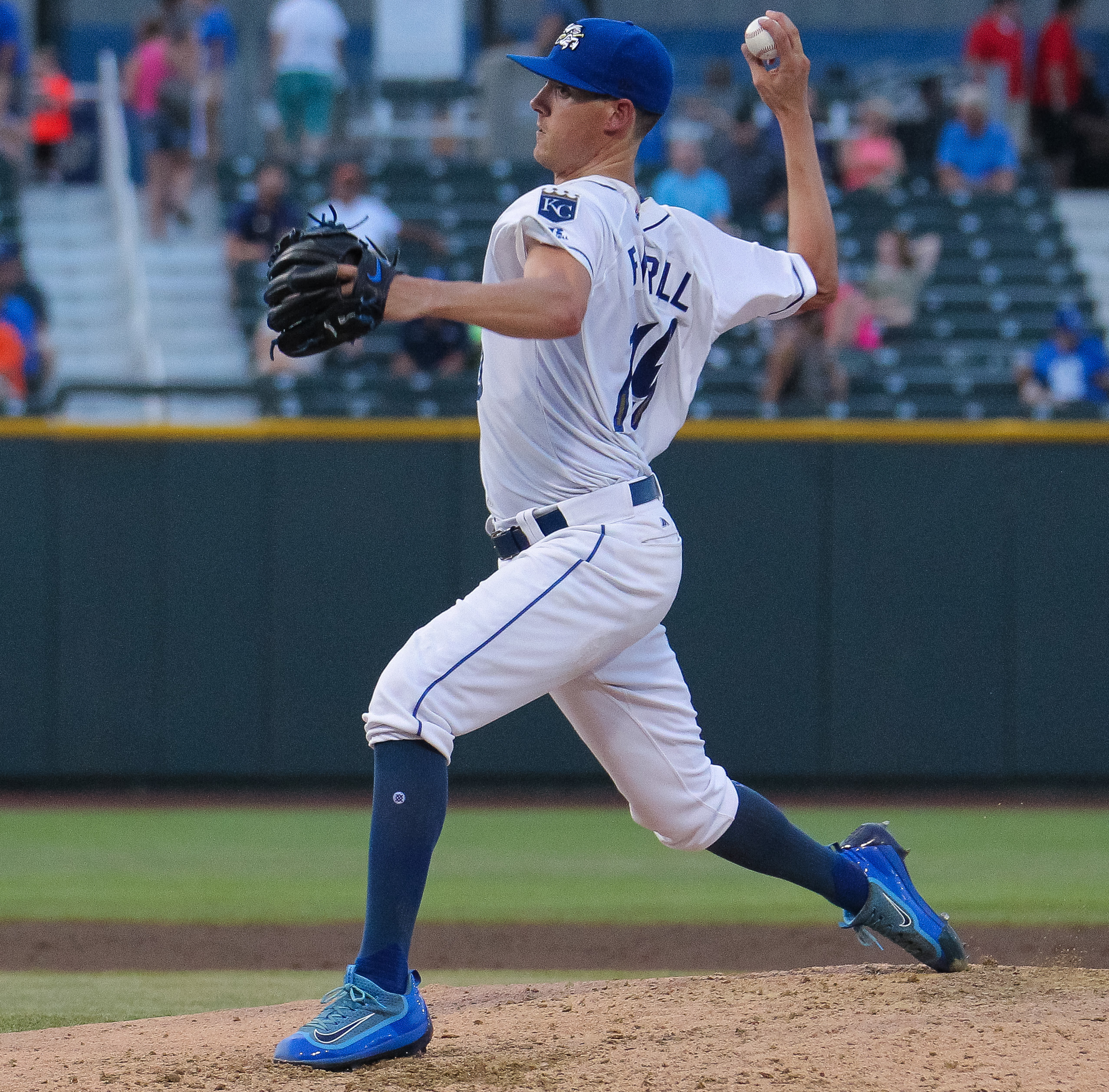
AAA級オマハ・ストームチェイサーズ時代
（2017年7月19日）

2013年のMLBドラフト6巡目（全体174位）でカンザスシティ・ロイヤルズから指名され、プロ入り。契約後、傘下のパイオニアリーグのルーキー級アイダホフォールズ・チュカーズでプロデビュー。10試合に先発登板して1勝3敗、防御率6.65、45奪三振を記録した。
2014年はA級レキシントン・レジェンズとAA級ノースウエストアーカンソー・ナチュラルズでプレーし、2球団合計で25試合（先発21試合）に登板して2勝13敗1セーブ、防御率5.34、113奪三振を記録した。
2015年はA+級ウィルミントン・ブルーロックスとAA級ノースウエストアーカンソーでプレーし、2球団合計で26試合（先発19試合）に登板して7勝3敗2セーブ、防御率3.07、106奪三振を記録した。
2016年はルーキー級アリゾナリーグ・ロイヤルズとAAA級オマハ・ストームチェイサーズでプレーし、2球団合計で21試合（先発14試合）に登板して7勝3敗、防御率3.59、90奪三振を記録した。
2017年はAAA級オマハで開幕を迎え、7月1日にメジャー契約を結んでアクティブ・ロースター入りし、同日のミネソタ・ツインズとのダブルヘッダー第1試合で先発してメジャーデビューしたが、2.2回を投げて5失点を喫した（勝敗付かず）。ロイヤルズではこの1試合に登板のみだった。翌2日にAAA級オマハへ降格となり、24日にはDFAとなった。

### ドジャース傘下時代
2017年7月28日に金銭トレードで、ロサンゼルス・ドジャースへ移籍した。傘下のAAA級オクラホマシティ・ドジャースで1試合に登板した。

### レッズ時代
2017年8月9日にウェイバー公示を経てシンシナティ・レッズへ移籍した。この年レッズでは9試合に登板して防御率2.61、7奪三振を記録した（このうち1試合は、当時父が監督を務めていたボストン・レッドソックス戦であった）。2球団合計では10試合（先発1試合）に登板して防御率5.54、9奪三振という内容だった。

### カブス時代
2017年10月4日にウェイバー公示を経てシカゴ・カブスへ移籍した。
2018年9月1日にDFAとなった。

### エンゼルス時代
2018年9月3日にウェイバー公示を経てロサンゼルス・エンゼルスへ移籍した。エンゼルスではメジャー及びマイナーでの登板は無かった。オフの12月21日にDFAとなった。

### レンジャーズ時代
2019年1月4日にウェイバー公示を経てテキサス・レンジャーズへ移籍した。
2020年オフの10月30日にマイナー契約となり、11月2日にFAとなった。

### ツインズ時代
2020年12月17日にツインズとマイナー契約を結んだ。
2021年4月20日にメジャー契約を結んでアクティブ・ロースター入りした。4月24日にケイレブ・シールバーがCOVID-19関連の故障者リストから復帰したため、マイナー契約となって代替トレーニング地へ配属された。5月19日に再びメジャー契約を結んでアクティブ・ロースター入りした。この年は、6月と8月に2度故障者リスト入りするなどシーズンを通してケガに泣かされた1年であった。レギュラーシーズン終了後の10月7日にマイナー契約となり、14日にFAとなった。

### カブス時代
2022年4月18日にカブスとマイナー契約を結んだ。8月23日にアクティブ・ロースター入りした。

## 詳細情報

### 年度別投手成績
| 年 度    | 球 団    | 登 板 | 先 発 | 完 投 | 完 封 | 無 四 球 | 勝 利 | 敗 戦 | セ 丨 ブ | ホ 丨 ル ド | 勝 率 | 打 者 | 投 球 回 | 被 安 打 | 被 本 塁 打 | 与 四 球 | 敬 遠 | 与 死 球 | 奪 三 振 | 暴 投 | ボ 丨 ク | 失 点 | 自 責 点 | 防 御 率 | W H I P |
| -------- | -------- | ----- | ----- | ----- | ----- | -------- | ----- | ----- | -------- | ----------- | ----- | ----- | -------- | -------- | ----------- | -------- | ----- | -------- | -------- | ----- | -------- | ----- | -------- | -------- | ------- |
| 2017     | KC       | 1     | 1     | 0     | 0     | 0        | 0     | 0     | 0        | 0           | ----  | 18    | 2.2      | 7        | 1           | 3        | 0     | 0        | 2        | 0     | 0        | 5     | 5        | 16.88    | 3.75    |
| 2017     | CIN      | 9     | 0     | 0     | 0     | 0        | 0     | 0     | 0        | 1           | ----  | 43    | 10.1     | 5        | 1           | 7        | 0     | 0        | 7        | 0     | 0        | 3     | 3        | 2.61     | 1.16    |
| '17計    | CIN      | 10    | 1     | 0     | 0     | 0        | 0     | 0     | 0        | 1           | ----  | 61    | 13.0     | 12       | 2           | 10       | 0     | 0        | 9        | 0     | 0        | 8     | 8        | 5.54     | 1.69    |
| 2018     | CHC      | 20    | 2     | 0     | 0     | 0        | 3     | 4     | 0        | 1           | .429  | 141   | 31.1     | 30       | 7           | 16       | 2     | 1        | 39       | 1     | 0        | 22    | 18       | 5.17     | 1.47    |
| 2019     | TEX      | 9     | 1     | 0     | 0     | 0        | 1     | 0     | 0        | 0           | 1.000 | 48    | 13.1     | 6        | 3           | 3        | 0     | 0        | 12       | 0     | 0        | 4     | 4        | 2.70     | 0.68    |
| 2020     | TEX      | 4     | 0     | 0     | 0     | 0        | 0     | 0     | 0        | 0           | ----  | 27    | 5.1      | 5        | 1           | 5        | 0     | 1        | 8        | 2     | 0        | 5     | 5        | 8.44     | 1.88    |
| 2021     | MIN      | 20    | 1     | 0     | 0     | 0        | 1     | 1     | 0        | 1           | .500  | 113   | 24.2     | 28       | 4           | 13       | 0     | 0        | 25       | 0     | 0        | 13    | 13       | 4.74     | 1.66    |
| MLB：5年 | MLB：5年 | 63    | 5     | 0     | 0     | 0        | 5     | 5     | 0        | 3           | .500  | 390   | 87.2     | 81       | 17          | 47       | 2     | 2        | 93       | 3     | 0        | 52    | 48       | 4.93     | 1.46    |

- 2021年度シーズン終了時

### 年度別守備成績
| 年 度 | 球 団 | 投手（P） | 投手（P） | 投手（P） | 投手（P） | 投手（P） | 投手（P） |
| 年 度 | 球 団 | 試 合     | 刺 殺     | 補 殺     | 失 策     | 併 殺     | 守 備 率  |
| ----- | ----- | --------- | --------- | --------- | --------- | --------- | --------- |
| 2017  | KC    | 1         | 0         | 0         | 0         | 0         | ----      |
| 2017  | CIN   | 9         | 1         | 0         | 0         | 0         | 1.000     |
| '17計 | CIN   | 10        | 1         | 0         | 0         | 0         | 1.000     |
| 2018  | CHC   | 20        | 0         | 1         | 0         | 0         | 1.000     |
| 2019  | TEX   | 9         | 0         | 1         | 0         | 0         | 1.000     |
| 2020  | TEX   | 4         | 0         | 0         | 0         | 0         | ----      |
| MLB   | MLB   | 43        | 1         | 2         | 0         | 0         | 1.000     |

- 2020年度シーズン終了時

### 背番号
- 59（2017年 - 同年途中、2018年）
- 52（2017年途中 - 同年終了）
- 60（2019年 - 2020年、2022年　- ）
- 51（2021年）